# Diocesi di Augile
La diocesi di Augile (in latino: Dioecesis Augilensis) è una sede soppressa del patriarcato di Alessandria e una sede titolare soppressa della Chiesa cattolica.

## Storia
Augile, identificabile con l'oasi di Awjila nell'odierna Libia, è un'antica sede episcopale della provincia romana della Libia Inferiore (Marmarica), suffraganea dell'arcidiocesi di Darni.
Secondo Procopio di Cesarea (De aedificiis, VI, 2) gli abitanti dell'oasi restarono pagani fino all'epoca dell'imperatore Giustiniano, quando furono convertiti al cristianesimo. Appartiene a quest'epoca l'unico vescovo conosciuto, Teodoro, che partecipò al concilio di Costantinopoli del 553.
All'inizio del XX secolo è stata una sede vescovile titolare, oggi soppressa.

## Cronotassi

### Vescovi
- Teodoro † (menzionato nel 553)

### Vescovi titolari
- Isidoro Clemente Gutiérrez, O.P. † (7 agosto 1899 - 10 agosto 1915 deceduto)
- Antonio Aurelio Torres y Sanz, O.C.D. † (19 gennaio 1916 - 8 maggio 1920 deceduto)
- Domenico del Buono † (29 maggio 1920 - 24 luglio 1925 nominato vescovo di Ruvo e Bitonto)